# لوما قدية
لوما قدية (الاسم العلمي:Loma morhua) هي نوع من الفطريات تتبع جنس فطر اللوما من فصيلة الغلوغية. يتطفل على سمك القد الأطلسي.